# كورت بيتر لارسن
كورت بيتر لارسن (بالدنماركية: Kurt Peter Larsen)‏ هو كاتب دنماركي، ولد في 27 مايو 1953.